# Néa Ellinikí Radiofonía, Ínternet kai Tileórasi
Néa Ellinikí Radiofonía, Ínternet kai Tileórasi (grekiska: Νέα Ελληνική Ραδιοφωνία, Ίντερνετ και Τηλεόραση, engelska: New Hellenic Radio, Internet and Television), ofta förkortat NERIT (ΝΕΡΙΤ), var det statligt ägda offentliga TV-bolaget för Grekland från den 4 maj 2014 till den 11 juni 2015. Den grekiska premiärministern Antonis Samaras koalitionsregering etablerade NERIT för att ersätta Ellinikí Radiphonía Tileórassi (ERT). NERIT började sina sändningar den 4 maj 2014.
År 2015 återställde regeringen, då med Alexis Tsipras som premiärminister, ERT som Greklands offentliga TV-bolag, och NERIT upphörde med sina sändningar den 11 juni 2015.

## Bakgrund
Den 11 juni 2013 tillkännagav den grekiska regeringen sin avsikt att stänga ERT med omedelbar verkan, på grund av orättvisa rekryteringar under de senaste 30 åren, där tidigare regeringar gynnat personer utan examen och utan att klara inträdesprov, med utbyte mot att rösta för dem. Den 12 juni 2013 tillkännagav en talesperson för den grekiska regeringen, Simos Kedikoglou, bildandet av ett nytt public service-bolag, Néa Ellinikí Radiofonía, Ínternet kai Tileórasi. Företagets tjänster förväntades lanseras den 29 augusti 2013. Tjänsteleverantören hade mellan 1 000 och 1 200 anställda och finansierades genom reklam och skatteinsatser.
Innan lanseringen på TV lanserades en tillfällig statlig TV-sändare, Dimosia Tileorasi, den 10 juli 2013 på ERT:s frekvenser, under namnet Elliniki Dimosia Tileorasi. Den stängdes den 4 maj 2014 för att ersättas av NERIT. År 2015 återställde regeringen, under premiärminister Alexis Tsipras, ERT som Greklands offentliga programföretag och NERIT upphörde med sändningarna den 11 juni 2015.

## Kanaler
NERIT1: var den första grekiska offentliga tv-kanalen för NERIT. Den offentliga sändaren valde att inte visa siffran "1" bredvid bokstaven N, så kanalens logotyp var endast bokstaven "N", men den var fortfarande känd som NERIT1. Den 11 juni 2015, efter regeringens beslut att återöppna ERT, ersattes den av ERT1.
N Plus: var NERIT:s andra offentliga tv-kanal. Kanalen bestod av varierande program och det fanns tillfällen då N1 sändes i repris för att fylla in de timmar då program inte sändes. I juni 2015 ersattes kanalen av ERT2.
N HD (NERIT HD): var NERIT:s tredje offentliga tv-kanal och sände en blandning av N1:s och N Plus program i HDTV. Vanligtvis sände de N1:s program eftersom de ansåg vara mer betydelsefullt. Det fanns stora evenemang som sändes, som Eurovision Song Contest. De sände N Plus program när kanalen sände sportevenemang. I juni 2015 ersattes kanalen av ERT HD.
NERIT Sports: var en kortlivad tv-kanal från NERIT. NERIT Sports började sända den 18 maj 2014. Ursprungligen sände kanalen endast under dagtid, men började sända senare under dagen en vecka före fotbolls-VM. Kanalen sände endast sport, med enstaka repriser av det första programmet från ERT2. Kanalen sändes rikstäckande från Aten, Grekland. Den 31 december 2014 stängdes kanalen och ersattes av kanalen N Plus (nu ERT2).